# Zakład (Ukraina)
Zakład (ukr. Заклад) – wieś na Ukrainie, na terenie obwodu lwowskiego, w rejonie stryjskim (do 2020 roku w rejonie mikołajowskim). 

## Zakład dobroczynny

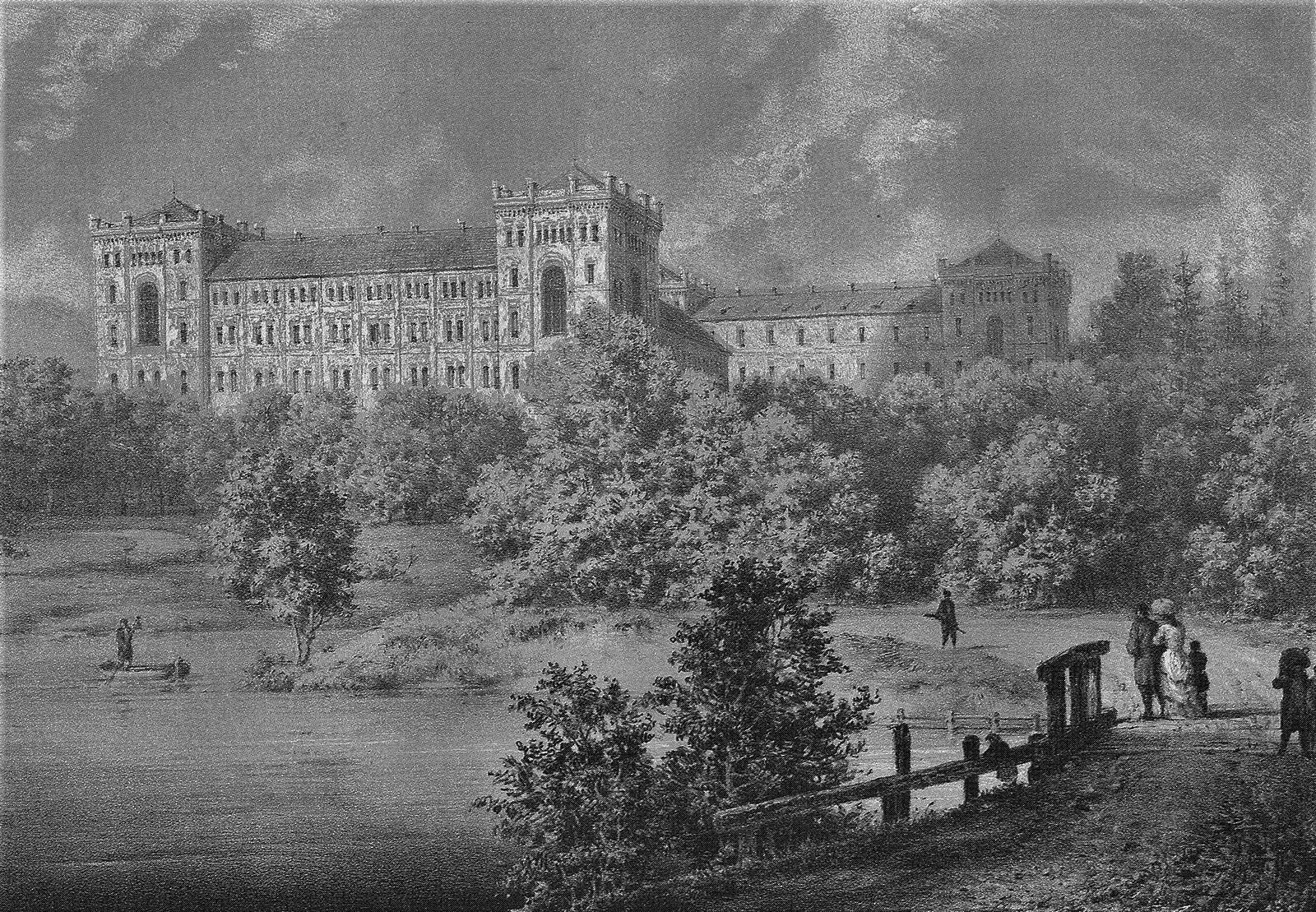
Zakład, rys. Napoleon Orda

W 1843 polski hrabia i mecenas sztuki Stanisław Skarbek powołał fundację, która założyła Zakład Sierot i Ubogich w Drohowyżu, otwarty ostatecznie w 1875 i dający dożywotnie schronienie 60 starcom, oraz wychowujący 400 osieroconych chłopców i dziewcząt. Zakład funkcjonował także w okresie II Rzeczypospolitej.